# They Go to School
They Go to School è un cortometraggio muto del 1912 diretto e sceneggiato da Chauncy D. Herbert. Il film è il quinto di una serie di corti prodotti dalla Selig sui Katzenjammer (conosciuti in Italia come Bibì e Bibò): recitato da attori in carne e ossa, il cortometraggio si ispira alle tavole del celebre fumetto disegnato da Rudolph Dirks.

## Produzione
Il film fu prodotto dalla Selig Polyscope Company.

## Distribuzione
Distribuito dalla General Film Company, il film - un cortometraggio di 150 metri - uscì nelle sale cinematografiche statunitensi il 31 maggio 1912. Nelle proiezioni, veniva programmato con il sistema dello split reel, accorpato in un'unica bobina con un altro cortometraggio prodotto dalla Selig, la commedia The Part of Her Life.

## Serie Katzenjammer della Selig
- The Katzenjammer Kids (1912)
- They Go Toboganning (1912)
- They Plan a Trip to Germany (1912)
- They Entertain Company (1912)
- They Go to School (1912)
- School Days (1912)
- Unwilling Scholars (1912)
- The Arrival of Cousin Otto (1912)